# Hans Holbein den ældre
Hans Holbein den ældre (født ca. 1460 i Augsburg, død 1524 i Isenheim, Alsace) var en tysk maler.

## Stil
Skønt han naturligt er blevet stillet i skygge af sin berømte søn, er han selv en betydelig mester, slutter sig under indflydelse fra Martin Schongauer til den realistiske retning, viser evne for skarp karakterisering, så figurerne i hans religiøse billeder ofte virker som levende portrætter, og ikke mindre for kraftig og varm farveharmoni; særlig hans værker fra hans senere tid viser ham som en tilhænger af den italieniserende retning, således det skønne Sebastians-Alter (1516, Münchens Pinakotek). Hans flid som maler hjalp ham dog ikke ud over de økonomiske vanskeligheder, oftere gjordes der udpantning hos ham. 
Foruden i sin fødeby virkede han i Ulm, Frankfurt am Main og Alsace. 

## Værker
Hans kendteste malerier: Fire tavler fra 1493 (Maria’s Ungdomslevned) i domkirken i Augsburg, i denne bys galleri: Hovedværkerne Santa Maria Maggiore’s Basilika (1499), Santa Paul’s Basilika (ca. 1504) og et votivbillede fra 1502 med tre scener fra Kristi Levned, altertavlen (1501) for Dominikanerkirken i Frankfurt, de 16 alterbilleder fra abbediet Kaisheim (Kristi Ungdoms- og Passionshistorie), nu i Münchens Pinakotek; endvidere mandligt portræt i Darmstadt (1515) og de fire alterfløje (1512; Augsburg) med fremstillinger af legenden om Ulrik og Wolfgang med mere, der tidligere var tilskrevet den yngre Holbein, ligesom det smukke Livets Brønd (1519, Lissabon, Kongen af Portugal). 
Angående hans mange tegninger (Skizzebogsblade i Basel, Berlin, Københavns Kobberstiksamling).

## Ældre litteratur angivet Salmonsens Konversationsleksikon
- Alfred Woltmann, Hans Holbein des älteren Silberstiftzeichnungen, Nürnberg, 1876
- Curt von Glaser, Hans Holbein der Ältere, Leipzig, 1908